# Loch Sallochy
Loch Sallochy är en sjö i Storbritannien.   Den ligger i kommunen Highland och riksdelen Skottland, i den norra delen av landet, 800 km norr om huvudstaden London. Loch Sallochy ligger 205 meter över havet.  Trakten runt Loch Sallochy består i huvudsak av gräsmarker.